# NK Sava Strmec
NK Sava Strmec je nogometni klub iz Strmca. Osnovan je 1947. godine. U sezoni 2024./25. natječe se u 3. NL – Centar.

## Povijest
Natjecanja su započeli u Varaždinskom nogometnom podsavezu, Savska grupa. Tamo već 1951. osvajaju prvo mjesto. 
Jedan od najvećih uspjeha kluba je igranje u pretkolu Hrvatskog nogometnog kupa 28. kolovoza 2002., protiv NK Paga, u kojem su poraženi rezultatom 0:2. I također poraz u finalu kupa Zagrebačke Županije od Kurilovca 2-1, a polufinalu su izbacili prvoligaša Goricu!

## Vanjske poveznice
- NK Sava Strmec  Arhivirana inačica izvorne stranice od 23. listopada 2016. (Wayback Machine)